# Kosakowo (województwo pomorskie)
Kosakowo (kasz. Kòsôkòwò, niem. Kossakau) – wieś kaszubska w Polsce położona w województwie pomorskim, w powiecie puckim, w gminie Kosakowo. Połączenie z Gdynią umożliwiają autobusy komunikacji miejskiej (linie nr 105, 146, 165, 173, i 365).
Wieś duchowna położona była w II połowie XVI wieku w powiecie puckim województwa pomorskiego. W latach 1954–1961 wieś należała do gromady Dębogórze, po jej zniesieniu, wieś należała i była siedzibą władz gromady Kosakowo. W latach 1975–1998 miejscowość administracyjnie należała do województwa gdańskiego.
Miejscowość jest siedzibą gminy Kosakowo oraz parafii rzymskokatolickiej, należącej do dekanatu Gdynia-Oksywie, archidiecezji gdańskiej.
We wsi znajduje się urząd pocztowy i placówka Ochotniczej Straży Pożarnej oraz Komisariat Policji.

## Historia
Pierwsze wzmianki o miejscowości pochodzą z 1224, kiedy odnotowano w tym miejscu istnienie osady Kossakeuitz należącej do norbertanek z Żukowa. Później Kosakowo zostało przekazane cystersom z Oliwy. 
W końcu 1892 r. wieś liczyła 271 mieszkańców, 261 Kaszubów katolików i 10 Niemców ewangelików.
W XIX wieku nastąpił dynamiczny rozwój wsi. Majętni gospodarze zrzeszali się w organizacjach społecznych i gospodarczych, z których najdłużej działającą i najbardziej znaną była działająca do 1996, spółdzielnia mleczarska „Kosakowo”.
W 1913 r. ton życia gospodarczego miejscowości nadawali majętni gospodarze: August Dorsch, A. Huebener, Anton Marschall, Anton Mroch (również właściciel żwirowni), Leo Nowc, Johann Pienschke (Pienczk), Leo Sliwinski i August Zelewski. We wsi działał również kowal Josef Klebba, krawiec Johann Frankowski, szewc Julius Bradtke i kołodziej August Rzeppa. Karczmarzami byli Johannes Czelinski i Julius Zelewski.
W latach zaboru pruskiego 1772–1919 wieś nosiła nazwę w języku niemieckim Kossakau. 
Do II wojny światowej atrakcją Kosakowa był neobarokowy kościół z 65-metrową wieżą. Kościół, podobnie jak większość budynków, został zniszczony w trakcie działań zbrojnych na Kępie Oksywskiej podczas kampanii wrześniowej. Pamiątką po tych wydarzeniach jest tutejszy cmentarz wojenny, na którym spoczywa 120 polskich żołnierzy – obrońców Kępy Oksywskiej w 1939 roku. W 1942 roku podczas okupacji, nazistowska administracja niemiecka wprowadziła sztuczną nazwę niemiecką – Kämpenau. 

## Lotnisko
Początki lotniska sięgają lat trzydziestych, kiedy powstało jako zapasowe lądowisko dla cywilnego lotniska Gdyni z siedzibą w Rumi. Zostało intensywnie rozbudowane w okresie okupacji niemieckiej (m.in. wyposażone w betonowy pas startowy) dla potrzeb miejscowego centrum badania torped. Od 1950 należało do lotnictwa Marynarki Wojennej. 
W 2006 podpisano umowę w sprawie wykorzystania tego lotniska na potrzeby lotnictwa cywilnego. W sierpniu 2007 roku samorządy Gdyni i Kosakowa powołały spółkę „Port lotniczy Gdynia-Kosakowo”.